# Gazzada Schianno
Gazzada Schianno är en kommun i provinsen Varese i regionen Lombardiet i Italien. Kommunen hade 4 617 invånare (2018).